# John Mackey
John Mackey (ur. 11 stycznia 1918 w Bray w Irlandii, zm. 20 stycznia 2014 w Auckland) – nowozelandzki duchowny rzymskokatolicki irlandzkiego pochodzenia, w latach 1974–1983 biskup diecezjalny Auckland.

## Życiorys
Gdy miał sześć lat wyemigrował do Nowej Zelandii wraz ze swą owdowiałą matką. Zamieszkali u jej brata ks. Johna O'Byrne'a. Święcenia kapłańskie przyjął 23 listopada 1941. 25 kwietnia 1974 został mianowany biskupem Auckland. Sakry udzielił mu osobiście papież Paweł VI, w dniu 30 czerwca 1974. 1 stycznia 1983 przeszedł na wcześniejszą emeryturę z powodów zdrowotnych, w wieku niespełna 65 lat.